# Um Himmels Willen
Um Himmels Willen ist eine deutsche Fernsehserie, die von der neuen deutschen Filmgesellschaft im Auftrag des MDR produziert und vom 8. Januar 2002 bis 15. Juni 2021 dienstags ab 20:15 Uhr im Ersten ausgestrahlt wurde. Bis 11. Dezember 2020 entstanden insgesamt 20 Staffeln. Die Beendigung der Serie gab der Sender am 28. November 2020 bekannt. Um Himmels Willen war über einige Jahre die meistgesehene Fernsehserie in Deutschland, beispielsweise 2012 mit durchschnittlich 7,1 Mio. Zuschauern.

## Handlung
Die Serie schildert das turbulente Leben der wenigen Nonnen im kleinen Kloster der fiktiven niederbayerischen Mittelstadt Kaltenthal. Zwei Themen dominieren: die Unterstützung Rat- und Hilfesuchender in unterschiedlichen Lebenslagen und der Kampf um den Erhalt des Klosters. Gegenspieler der Leiterin des Klosters – bis Folge 65 Schwester Lotte, gespielt von Jutta Speidel, danach Schwester Hanna (Janina Hartwig) – und ihrer Mitschwestern ist Bürgermeister Wolfgang Wöller (Fritz Wepper). Dieser versucht fortwährend, das Kloster nach seinen, angeblich dem Wohl Kaltenthals dienenden, immer neuen Plänen umzufunktionieren, wogegen sich die Nonnen nach Kräften wehren. Unterstützt wird Wöller häufig von der Oberin des Ordens, welche die ihrer Meinung nach unrentable Immobilie verkaufen möchte, um die Finanzen des Ordens aufzubessern. Auch an den Sorgen derer, die vom Kloster Hilfe erhoffen, ist Wöller oft schuld oder könnte zumindest helfen, wenn er nicht anderen Interessen Vorrang gäbe. Mit geschickter Taktik und Überredungskunst gelingt es der Klosterleiterin jeweils, Wöllers Widerstand zu überwinden. So oft die beiden auch aneinandergeraten, letztlich schätzen sie einander.

## Staffeln
Vollends wurden 20 Staffeln mit jeweils 13 Folgen sowie vier Weihnachts-Specials ausgestrahlt. Die Zuschauerquoten schwankten in der Gesamtbevölkerung zuletzt zwischen 13 und 16 Prozent (etwa 5,5 Millionen), der Zuspruch bei den Jüngeren bis 49 Jahren war verglichen damit deutlich geringer und betrug fünf bis acht Prozent.

### Specials

#### Weihnachten in Kaltenthal
Ab dem 15. Januar 2008 wurde das erste 90-minütige Special der Serie unter dem Titel Weihnachten in Kaltenthal gedreht. Am 23. Dezember 2008 fand die Erstausstrahlung statt. Es zeigt die Vorbereitungen der alljährlich im Kloster stattfindenden Kinderweihnachtsfeier, sowie einen Ausflug von Schwester Hanna und Bürgermeister Wöller nach Rom, dessen Anlass eine angebliche Privataudienz Wöllers beim Papst ist, die sich jedoch später als Massenveranstaltung herausstellt.

#### Weihnachten unter Palmen
Ein zweites Special mit dem Titel Weihnachten unter Palmen wurde erstmals am 25. Dezember 2010 in der ARD ausgestrahlt. Die Dreharbeiten fanden von Dezember 2009 bis Februar 2010 unter anderem auf dem Kreuzfahrtschiff MSC Fantasia statt. Um dem Weihnachtstrubel zu entgehen, bucht Wöller eine über Weihnachten stattfindende Mittelmeerkreuzfahrt. Kaum an Bord, will er das Schiff schon wieder verlassen, da sich auch die Schwestern Hanna, Agnes und Felicitas unter den Passagieren befinden. Doch der Schock ist schnell vergessen, als Wöller eine ebenfalls aus Kaltenthal stammende Frau kennenlernt, der er bald einen Heiratsantrag machen möchte.

#### Mission unmöglich
Anfang 2011 sollte in Namibia unter dem Titel Mission unmöglich ein drittes Weihnachts-Special gedreht werden. Bei den Vorbereitungen zu den Dreharbeiten wurde die Regieassistentin von einem als zahm geltenden Leoparden tödlich verletzt. Daraufhin wurden die Dreharbeiten verschoben und fanden nun Anfang 2012 statt. Schwester Hanna und Bürgermeister Wöller reisen zur Missionsstation von Schwester Lotte nach Nigeria – ein Trip, der viele Überraschungen für die beiden Kaltenthaler bereithält.

#### Das Wunder von Fatima
Am 25. Dezember 2014 wurde das vierte Special von „Um Himmels Willen“ ausgestrahlt. Schwester Hanna, Herr Wöller und die wohlhabende Witwe Sonja Berger reisen gemeinsam nach Fátima in Portugal, um die Jugendliebe von Frau Berger zu finden.

## Besetzung

### Hauptdarsteller
Sortiert nach der Reihenfolge des Einstiegs.
| Schauspieler             | Rolle                                        | Folgen          | Staffeln | Bemerkungen |
| ------------------------ | -------------------------------------------- | --------------- | -------- | --- |
| Jutta Speidel            | Sr. Charlotte „Lotte“ Albers                 | 1–65            | 1–5      | zunächst Missionarin in Afrika, die aufgrund einer Tropenkrankheit nach Deutschland zurückkehren muss und von der Mutter Oberin nach Kaltenthal versetzt wird; Vorsteherin des dortigen Klosters und kurzzeitig auch Bürgermeisterin (St. 1–2); vertretungsweise Religionslehrerin (St. 5); eilt an das Sterbebett ihres väterlichen Freundes P. Roman und übernimmt dessen Lebenswerk, die Missionsstation in Nigeria Gastauftritte: Folge 100 (St. 8), Mission unmöglich (Weihnachtsfolge 2012) |
| Andrea Sihler            | Sr. Hildegard Hähnlein                       | 1–260           | 1–20     | Nonne; Sekretärin und rechte Hand der Mutter Oberin im Münchner Mutterhaus; daneben erfolgreiche Romanautorin (anfangs unter dem Pseudonym Rosa Piretti); Unterstützerin Rossbauers im Bischöflichen Ordinariat bei einem Buchprojekt (St. 16); hat eine Doppelgängerin namens Paula Kuhn (St. 19) |
| Rosel Zech               | Sr. Dr. Dr. Elisabeth Reuter                 | 1–130           | 1–10     | Oberin (mit doppeltem Doktortitel in Theologie und Betriebswirtschaft) des Magdalenen-Ordens mit Hauptsitz in München; vormals Assistentin von Mutter Wichtrud; nimmt sich nach dem Verdacht der illegalen Insider-Spekulation auf dem Aktienmarkt und aufgrund von Überarbeitung eine Auszeit und wird später nach Rom berufen |
| Anne Weinknecht          | Sr. Sophie Tietze                            | 1–42            | 1–4      | zunächst Novizin, später Nonne; wurde als „Problemkind“ durch den Orden aus dem Großstadt-Milieu befreit und trat ihm später bei; geht als Missionarin nach San Rafael/Südamerika |
| Anna Luise Kiss          | Barbara Bachmann, geb. Silenius †            | 1–65 68–81      | 1–7      | ehemalige Novizin, die den Orden aus Liebe zu einem Arzt verlässt; danach erst Sprechstundenhilfe in dessen Praxis (St. 1–2), dann Lernschwester im Kalthentaler Krankenhaus (St. 2), Betreiberin des Klosterladens „natur pur“ (St. 4–6) und Mitinitiatorin der „Kaltenthaler Tafel“ (St. 7); Ehefrau von Max Bachmann (lebten in Trennung); Mutter von Elisabeth „Lisa“; Stiefmutter von Rebecca und Jacob; Ex-Verlobte von Dr. Martin Richter; Ex-Affäre von Tom Schilling; wird in einen fremdverschuldeten Autounfall verwickelt und stirbt noch an der Unfallstelle |
| Lars Weström             | Anton Meier                                  | 1–260           | 1–20     | gutmütiger Polizeihauptmeister in Kaltenthal; kurzzeitig Revierleiter in Auingen (St. 13); freiberuflicher Spezialist der Personenüberwachung in Stolpes Privatdetektei (St. 16); Komponist und Sänger des „Streifenwagenblues’“ (St. 8); Ehemann von Trude; Vater von Kevin Meier und Katharina Kunert (durch Samenspende in jungen Jahren) |
| Emanuela von Frankenberg | Sr. Agnes Schwandt                           | 1–260           | 1–20     | Nonne; Köchin des Klosters Kaltenthal, die sich außerdem um den Garten kümmert und auf ihre Kräuter und Tränke vertraut; kurzzeitig Sekretärin im Rathaus Kaltenthal (St. 2) sowie Aushilfsköchin im „Ochsen“ (St. 3), im Restaurant „Vesuvio“ (St. 15) und beim Catering-Service Prechtl (St. 18); Betreiberin des Klosterladens; Leiterin eines „Plastik weg“-Workshops und Initiatorin des schulischen Pausenverkaufs „Veggie statt Wurst“ (St. 20); Tochter von Anton Kummer; in Bezug auf die Welt und ihre Mitmenschen recht naiv |
| Karin Gregorek           | Sr. Felicitas Meier                          | 1–260           | 1–20     | Nonne; früher langjährige Klostervorsteherin von Kaltenthal; zunächst Oberschwester im Kaltenthaler St. Marien Hospital (St. 1–6), nach ihrer Pensionierung Leiterin der medizinischen Beratungsstelle für sozial Schwache (ab St. 6); stellvertretende Oberin des Magdalenen-Ordens (St. 19); leicht hysterisch; hat eine Schwäche für Alkohol (St. 1–9), später für Tabak (St. 10+11), Computerspiele (St. 12), Schokolade (St. 13), Pferderennwetten (St. 14), Horoskopwahrsage (St. 15), Klebstoff und Glücksspiele (St. 16), Kreuzworträtsel und Autofahren (St. 17), Social Media (St. 18), Online-Poker, Beten und Serienstreaming (St. 19) sowie Homeshopping und Pokerrunden (St. 20); gewinnt das Europäische Pokerturnier |
| Fritz Wepper             | Wolfgang Wöller                              | 1–260           | 1–20     | erst Bürgermeister (bis St. 7), dann Oberbürgermeister von Kaltenthal; Besitzer des örtlichen Autohauses; Präsident des KFC (Kaltenthaler Fußball-Club); Sohn von Ferdinand Wöller; Halbbruder von Friedhelm Breitner; Vater von Wolfgang Wöller jun.; Großvater von Wolfi und Cosima; Ex-Mann von Gesine Wöller; Ex-Partner von Doris Bergmann; Ex-Affäre von Lisa Mendig |
| Andrea Wildner           | Marianne Laban, geb. Adelmann                | 1–260           | 1–20     | Chefsekretärin im Vorzimmer des Oberbürgermeisters; kurzzeitig Sekretärin im Autohaus Wöller (St. 2) und in der Baufirma Hermann Hubers (St. 8) sowie Oppositionsführerin im Gemeinderat und dadurch strafversetzte Archivarin im Rathaus (St. 12); verkauft mit den Gemeindefrauen Kuchen für die Obdachlosenhilfe (St. 20); Schwester von Mathilde Adelmann; Ex-Frau von Willi Laban; Ex-Partnerin von Konrad Hausmann und Frank Treptow; Urlaubsflirt von Theo Seewald |
| Wolfgang Müller          | Hermann Huber                                | 2–260           | 1–20     | Bauunternehmer und bester Freund von Wolfgang Wöller; Ex-Verlobter von Lieselotte Sulzer; Ex-Partner von Isolde Manz |
| Horst Sachtleben         | Gottlieb Rossbauer                           | 7–238           | 1–19     | Bischof; guter Freund, aber auch Kritiker sowie Beichtvater der Mutter Oberin, bisweilen auch Unterstützer und väterlicher Beschützer des Kaltenthaler Konvents; hat eine Schwäche für die Kekse von Sr. Agnes; sollte zweimal Kardinal werden (St. 7+11), entschied sich jedoch dafür, auf die Beförderung zu verzichten |
| Helen Zellweger          | Julia Seewald                                | 12–52           | 1–4      | ehemalige Novizin; Tochter von Dr. Paul Seewald; verlässt den Orden freiwillig, nachdem sie die Diözese durch Aktienspekulationen (im Auftrag von Bischof Rossbauer) beinahe finanziell ruiniert hätte |
| Donia Ben-Jemia          | Sr. Gina Gallo                               | 40–104          | 4–8      | zunächst Novizin, später Nonne; Tochter von Fabrizio Gallo; Schwester von Mario Gallo; eilt nach Neapel, um ihren mit dem Auto verunglückten Vater zu pflegen |
| Nathalie Schott          | Sr. Ingrid Knoop                             | 53–80           | 5–7      | zunächst Novizin, später Nonne; Tochter von Werner und Hannelore Knoop; Ex-Freundin von Michael Bechthold, mit dem sie gemeinsam Geld ihres früheren Arbeitgebers veruntreute; wird als Buchhalterin und Geschäftsführerin nach Köln versetzt |
| Janina Hartwig           | Sr. Johanna „Hanna“ Jakobi                   | 66–260          | 6–20     | Nonne, die auf Lottes Bitte hin aus Berlin anreist; zeitweise Religionslehrerin; früher Tänzerin am Staatsballett Berlin; Tochter von Gertrud und Dr. Heinrich Jakobi; Stieftochter von Leo Maybach; Jugendliebe von André Bernard; Schwarm von Leon Schmidt Hartwig spielte zuvor bereits die Episodenrolle Helga Harlachinger (Folge 47). |
| Antje Mönning            | Sr. Jennifer „Jenny“ Marquard                | 80–105          | 7–9      | Novizin, die zuvor als Stripperin arbeitete; wird nach der Bypass-OP von Kardinal Höpfner als dessen Pflegekrankenschwester abgestellt |
| Denise M’Baye            | Sr. Lela                                     | 107–260         | 9–20     | Novizin, die dem Orden beitrat, um dem Einfluss ihrer Familie zu entkommen, und von Sr. Lotte nach Kaltenthal geschickt wird; Chorleiterin der „Kloster-Kids“ (St. 16); Mitarbeiterin im Kindergarten (ab St. 17) und im Obdachlosenheim (St. 20); Betreiberin des Podcasts „Der Nonnentalk“ (St. 20); Schwester von Abassi; Ex-Verlobte von Boseda (fremdbestimmt); legt ihr Gelübde ab und wird zur Ordensschwester geweiht |
| Julia Heinze             | Maria Gasser                                 | 115–146         | 9–12     | ehemalige Novizin; zuvor Reporterin und Journalistin beim „Nachtexpress“; leibliche Mutter von Annika Menzel (zur Adoption freigegeben); zunächst Affäre, dann Partnerin von Till Thalbach; verlässt den Orden, als sie erfährt, von Till schwanger zu sein Heinze spielte zuvor bereits die Episodenrolle Kathrin Stolpe (Folge 74). |
| Gaby Dohm                | Sr. Louise Baronin von Beilheim †            | 131–175         | 11–14    | zunächst Vertretung, später Nachfolgerin von Elisabeth Reuter als Mutter Oberin des Magdalenen-Ordens; zuvor Geschäftsführerin der Kölner Niederlassung; Schwester von Alexander von Beilheim; Tante von Tabea von Beilheilm; Cousine von Gustav von Beilheim; Jugendliebe von Balthus Tennhagen; kommt mit diesem bei einem Flugzeugabsturz ums Leben |
| Katharina Hackhausen     | Sr. Tabea Freiin von Beilheim                | 144–169         | 12–13    | Novizin; Tochter von Alexander von Beilheim; Nichte von Louise von Beilheim; Ex-Freundin von Lukas Stern; wird nach der Trennung von ihm wieder in den Orden aufgenommen, allerdings nach Köln versetzt, um einerseits ihre Berufung zu ergründen, andererseits um Medizin zu studieren und anschließend in die Mission zu gehen |
| Nina Hoger               | Sr. Theodora (Sabine) Richter, geb. Albrecht | 159–166 176–260 | 13 14–20 | zunächst Gegenkandidatin von Louise von Beilheim bei der Wahl zur Mutter Oberin (St. 13), nach deren Tod Vorsteherin des Ordens, anfangs in kommissarischer Funktion (St. 14); zuvor Leiterin der Oldenburger Niederlassung; wurde für eine Leitungsposition der Ordenskongregation in Rom vorgeschlagen, entschied sich letztlich aber dagegen (St. 20); Ex-Frau von Carsten Richter (St. 13)/Rainer Kallenberg (St. 15); verspekuliert sich mit einem nachhaltigen, ökologischen und sozialen Holzwirtschaftsprojekt in Uganda, kann den Magdalenen-Orden dank Felicitas’ Gewinn aber dennoch vor seiner Auflösung bewahren |
| Mareike Lindenmeyer      | Sonja (Claudia) Krämer                       | 172–247         | 14–19    | ehemalige Novizin Claudia, die in den Orden eintrat, nachdem sie bei einem Unfall ihr Gedächtnis verloren hat und von den Nonnen aufgenommen wurde; zuvor als Soldatin im Kriegseinsatz in Afghanistan; kurzzeitig Nachfolgerin von Hildegard im Mutterhaus (St. 14); Leiterin des Jugendzentrums Kaltenthal (St. 15–18); Ex-Affäre von Sven Mitterwald und Jens Lehner; reist zu ihrer kranken Tante in den Schwarzwald und bringt bei einem Besuch in Kaltenthal ihre Tochter zur Welt Gastauftritt: Folge 260 (St. 20) Lindenmeyer spielte zuvor bereits die Episodenrollen Ilona Pfaff (Folge 50), Ute (Folge 90) und Melanie Stadler (Folge 114).                                                                               |
| Romina Küper             | Sr. Sina (Gloria) Wachowsky                  | 222–250         | 18–20    | Novizin; ehemalige Barbesitzerin und DJne aus Berlin; Schwester von Richy; Kronzeugin in einem Mordprozess, die sich als Sr. Sina Bergmann getarnt im Mutterhaus und in Kaltenthal versteckte (St. 18); Betreiberin des Podcasts „Der Nonnentalk“ (St. 20); muss im brasilianischen Urwald vor dem Mörder ihres Bruders in Sicherheit gebracht werden, als dieser nach Feststellung eines Verfahrensfehlers auf freien Fuß gesetzt zu werden droht |

### Neben- und Episodendarsteller
Sortiert nach der Reihenfolge des Einstiegs.
| Schauspieler                                                                        | Rolle                         | Folgen | Staffeln             | Bemerkungen |
| ----------------------------------------------------------------------------------- | ----------------------------- | --- | -------------------- | --- |
| Laura Schneider                                                                     | Sandra Wöller                 | 1, 35, 186–192 | 1, 3, 15             | Ehefrau von Wolfgang Wöller jun.; Mutter von Wolfi und Cosima; stammt aus Tunesien |
| Michael Wenninger                                                                   | Dr. Martin Richter †          | 1–17 | 1–2                  | zunächst Vertretungsarzt für Dr. Wieland, später Inhaber einer eigenen Praxis; Verlobter von Barbara Silenius; Vater von Lisa; erliegt in einer Not-OP seinen schweren inneren Verletzungen infolge eines Autounfalls |
| Michael Vogtmann                                                                    | Heinz Lehmann                 | 1–260 | 1–20                 | Fraktionschef der Opposition, der in seiner Funktion als Leitender Ingenieur der Firma Werdenfels auf Grundlage der Gemeindeordnung vorübergehend aus dem Stadtgemeinderat ausscheiden musste (Schikane von Wöller) (St. 12); Ehemann von Gisela Lehmann; Ex-Mann von Evelyn Lehmann; ehemaliger Verehrer von Marianne Laban (St. 13); wird letztlich zum Vizebürgermeister unter Wöller ernannt |
| Patrick Wolff                                                                       | Wolfgang Wöller jr.           | 1, 13, 35, 186–192 | 1, 3, 15             | Sohn von Gesine und Wolfgang Wöller sen.; Ehemann von Sandra Wöller; Vater von Wolfi und Cosima; Flirt von Brigitte; besaß einen Gebrauchtwagenhandel in München sowie einen Autoverleih auf Mallorca; kurzzeitig Angestellter im Autohaus Wöller; übernimmt die Geschäftsführung eines Autoverleihs auf Teneriffa |
| Dennis Omeni (Folge 35) Victor de Oliveira (Folge 92) Langston Uibel (ab Folge 186) | Wolfi Wöller                  | 1, 35, 92, 141, 186–192, 217–219                                                                                      | 1, 3, 8, 11, 15, 17  | Sohn von Sandra und Wolfgang Wöller jr.; Bruder von Cosima; Enkel von Gesine und Wolfgang Wöller sen.; Freund von Anna Jorges; Vater ihres Kindes Die Rolle hieß abweichend davon zunächst Maximilian (St. 1) und später Markus (St. 3). |
| Götz Burger                                                                         | Otto                          | 2–8 | 1                    | erster Wirt der Gaststätte „Zum Ochsen“ |
| André Kaminski                                                                      | Manfred „Manni“               | 5–13, 26 | 1, 2                 | Anführer einer Mofa-Gang und Leader einer Band, die im Kloster probt; arbeitet in einer Großwäscherei, nachdem er der Schule verwiesen wurde |
| Wilfried Labmeier (ab Folge 5) Hans-Maria Darnov (ab Folge 128)                     | Willi Laban                   | 5–6, 15, 60, 75, 81–82, 91, 95, 128, 130                                                                              | 1, 2, 5, 6, 7, 8, 10 | Angestellter der Baufirma Huber; Ex-Mann von Marianne Laban; Ex-Affäre von Trudi |
| Markus Hering                                                                       | Klaus-Dieter Stolpe           | 7, 23, 26, 45, 46, 51 45–260                                                                                          | 1, 2, 4, 5–20        | zunächst Generalvertreter für Friseurbedarf Nordbayern, später Berater der „Kloster Kaltenthal GmbH“, Literaturagent und heimlicher Verehrer von Sr. Hildegard, Privatdetektiv (St. 16), kurzzeitig auch Manager von Sr. Lela (St. 13); Vater von Kathrin Stolpe |
| Julia von Juni                                                                      | Erika                         | 9–260 | 1–20                 | Kellnerin im „Ochsen“, später auch Pächterin (ab St. 19) |
| Bruni Löbel (ab Folge 11) Traudl Oberhorner (ab Folge 115)                          | Oma Meier                     | 11, 13, 33, 115, 120, 127, 130, 141, 143                                                                              | 1, 3, 9, 10, 11      | Großmutter von Anton Meier; Urgroßmutter von Kevin; zieht zu ihrer Enkelin nach Dachau (St. 2), wohnt später jedoch wieder in Kaltenthal |
| Klaus Guth (Folge 12) Nikol Voigtländer (ab Folge 26)                               | Dr. Paul Seewald              | 12, 26, 35, 48, 51 | 1, 2, 3, 4           | Bankier mit eigenem Privatbankhaus; Vater von Julia |
| Christian Thöny                                                                     | Herr Brotbeck                 | 14, 16, 20, 28, 36, 49, 54–56, 58, 67, 69, 71, 77, 81–82, 84, 93, 101, 108, 112, 119–120, 123, 125, 147, 176, 237–238 | 2–10, 12, 14, 19     | Verkäufer im „Autohaus Wöller“; tritt kaum noch in Erscheinung, nachdem das Autohaus durch die Generalvertretung in München aufgegeben und anschließend zu einem Gebrauchtwagenhandel für Biodiesel-Fahrzeuge umgerüstet wird |
| Daniela D. König                                                                    | Margarete Schäfer             | 22, 38, 47, 58, 68, 71                                                                                                | 2–6                  | Krankenschwester |
| Heide Ackermann (Folgen 26, 77–78, 103–104) Katharina Blaschke (ab Folge 48)        | Frau Dornfelder               | 26, 48, 51–52, 64–65, 77–78, 90–91, 103–104, 116–117, 130, 143, 153, 156, 169, 178, 182, 195, 208, 221, 234, 247, 260 | 2–20                 | Initiatorin, Organisatorin und Moderatorin der alljährlichen Wohltätigkeitsgala zur Unterstützung von Bedürftigen der Gemeinde |
| Rudolf W. Brem                                                                      | Willi Pfaff                   | 27–39, 55–57 | 3, 5                 | dritter Wirt des „Ochsen“ |
| Hansi Kraus                                                                         | Anton Michels                 | 27–33 | 3                    | Archivar im Kaltenthaler Rathaus; Verehrer von Marianne Laban Kraus spielte später außerdem die Episodenrolle Frank Mitterhammer (Folge 248). |
| Thomas Limpinsel                                                                    | Max Bachmann                  | 27–65, 85 | 3–5, 7               | Architekt; Witwer von Barbara (lebten in Trennung); Vater von Rebecca und Jacob; Adoptivvater von Lisa; zieht für ein lukratives Jobangebot mit seiner Familie nach London und wird dort von Barbara verlassen, als er eine Affäre beginnt |
| Dennis Mendheim                                                                     | Jacob Bachmann                | 28–53 | 3–5                  | Sohn von Max Bachmann; Stiefsohn von Barbara Bachmann; Bruder von Rebecca; Adoptivbruder von Lisa; zieht mit der Familie nach London |
| Sophie Belcredi                                                                     | Rebecca Bachmann              | 28–50 | 3–4                  | Tochter von Max Bachmann; Stieftochter von Barbara Bachmann; Schwester von Jacob; Adoptivschwester von Lisa; zieht mit der Familie nach London |
| Konstantin Moreth (ab Folge 33) Daniel Urban (ab Folge 116)                         | Paul Gierke                   | 31, 33, 42, 55, 63, 71–72, 75, 116, 123, 128–129, 131–132, 134, 141, 157, 173–175, 177, 179, 185, 190–191, 253        | 3–6 9–15 20          | Reporter beim „Kaltenthaler Anzeiger“, später beim „Kaltenthaler Boten“ Moreth war in Folge 48 (St. 4) abweichend davon als Journalist Dieter Lebsanft zu sehen. |
| Doris Kunstmann                                                                     | Theodora Schächterle          | 38–39, 78, 110, 117, 130, 143, 156, 169, 178, 195, 208, 221, 234, 247, 260                                            | 3–20                 | genannt „Die Duse von Kaltenthal“; ehemalige Schauspielerin, die als Mentorin ihre Klienten vor öffentlichen Auftritten in Sachen (Medien-) Präsenz coacht |
| Peter Weiß                                                                          | Standesbeamte Rolf Bäumler    | 39, 61 | 3, 5                 | Standesbeamte in Kaltenthal. Weiß spielte später außerdem die Episodenrollen Bankangestellter Löffler (Folge 133), Ingenieur Roll (Folge 169) und Hotelier Paul Reiter (Folge 209). |
| Michael Lerchenberg                                                                 | Professor Hanfling            | 39–42 | 3–4                  | Er entdeckte die Gebeine des „Homo Kaltenthalensis“ |
| Michele Oliveri                                                                     | Fabrizio Gallo                | 40, 51–52, 76, 96–97                                                                                                  | 4, 6, 8              | Inhaber und Koch des italienischen Sterne-Restaurants „Dolce Vita“; Vater von Mario und Gina; Ex-Mann von Patrizia; kehrt nach Neapel zurück und verunglückt dort mit dem Auto, sodass er zum Pflegefall wird |
| Jan Messutat                                                                        | Paul Wildgruber               | 41–90 | 4–7                  | Polizist und Kollege von Anton Meier; Ehemann von Birgid Wildgruber Die Rolle hieß in Folge 45 abweichend davon Moosgruber (Anrede durch Dienststellenleiter Wolfram). |
| Mona Seefried                                                                       | Dr. Bettina Wohlschlegel      | 43–44, 74, 76–77, 83, 88, 101, 107, 119, 124, 154, 168, 178, 182, 195, 210–211, 221, 230, 247, 253                    | 4–20                 | Psychotherapeutin mit eigener Praxis in Kaltenthal |
| Daniela Ziegler                                                                     | Gesine Wöller, geb. Riedl     | 45, 186–195 | 4, 15                | Mutter von Wolfgang Wöller jun.; Großmutter von Wolfi und Cosima; Ex-Frau von Wolfgang Wöller; Ex-Verlobte von Paul Oswald; Ex-Partnerin von Dr. Werner Meier |
| Karin Thaler                                                                        | Celia Annast                  | 53–61 | 5                    | Vertretung für Marianne Laban während eines Kuraufenthalts; Angebetete von Wolfgang Wöller; heiratet ihren Verlobten Frank Häusler |
| Jens Peter Nünemann                                                                 | Tom Schilling                 | 53–65 | 5                    | Kriminalkommissar beim LKA; Ex-Affäre von Barbara |
| Luca Zamperoni                                                                      | Gerd Meinrad                  | 67–71 | 6                    | Kaplan der Gemeinde Kaltenthal; Schwarm von Sr. Gina; geht in die Mission |
| Sissy Höfferer                                                                      | Anastasia Freifrau von Blauen | 67–70 | 6                    | Besitzerin des Schlosses Blauenberg; Ex-Frau des Grafen Hellwege; desinteressierte Angebetete von Wolfgang Wöller; verbittet sich nach einer missglückten Verabredung jeglichen weiteren Kontakt |
| Frank Muth (ab Folge 68) Olaf A. Krätke (ab Folge 72) Stefan Merki (ab Folge 140)   | Dr. Paul Märtens              | 68, 70, 72, 84, 91, 94, 116, 140–141                                                                                  | 6, 7, 8, 9, 11       | Internist, der widerwillig auch Patienten der Beratungsstelle von Sr. Felicitas behandelt Muth spielte zuvor bereits die Episodenrolle Dr. Wiegand (Folge 11). |
| Stefanie von Poser                                                                  | Elke Beilharz                 | 79–83 | 7                    | Polizistin; Kollegin von Anton Meier und Paul Wildgruber; Angebetete von Anton Meier, bis er erfährt, dass sie eigentlich auf Frauen steht |
| Eisi Gulp                                                                           | Ralf Kottke                   | 80, 82, 84, 95 | 7, 8                 | Besitzer und Manager des Striptease-Lokals, in dem Sr. Jenny früher gearbeitet hat |
| Dietrich Siegl                                                                      | Herbert Danzer                | 92–103, 126 | 8, 10                | Fondsmanager, der als Private-Equity-Pirat sowohl Wöller als auch die Mutter Oberin mit jeweils fünf Millionen Euro Schmiergeld für die Errichtung eines Freizeitparks über den Tisch zu ziehen versucht; wird wegen Steuerhinterziehung verhaftet; später als „Reinhold Fliese“ Betrüger auf Kaffeefahrten für Senioren Gastauftritt: Weihnachten unter Palmen (Weihnachtsfolge 2010, hier gespielt von Johannes Terne) Siegl spielte zuvor bereits die Episodenrolle Kommissar Bollmann (Folge 50).  |
| Horst Janson                                                                        | Fritz Rickenbacher            | 93–98 | 8                    | Ex-Fußballstar; Coach, Kapitän und Manager des Clubs; Ex-Mann von Gerlinde Rickenbacher; Verehrer von Elisabeth Reuther; wird von dieser trotz erwiderter Gefühle abgewiesen |
| Konstantin Moreth                                                                   | Franz Bogner                  | 94–187 | 8–15                 | zunächst Polizist und Kollege von Anton Meier, später als Polizeikommissar Dienststellenleiter und damit dessen Vorgesetzter (ab St. 11) Die Rolle hieß abweichend davon zunächst Franz Herzler (Folgen 94–98). |
| Kathrin Ackermann                                                                   | Rosemarie Künkel              | 97–99 | 8                    | aufdringliche Verehrerin Wolfgang Wöllers; gibt ihr Werben erst nach einer Ehescharade des Bürgermeisters mit Sr. Hanna auf Ackermann spielte zuvor bereits eine Fahrprüferin (Folge 74). |
| Grit Boettcher                                                                      | Gertrud Jakobi-Maybach        | 101, 138–139, 143, 167, 208, 229                                                                                      | 8, 11, 13, 16, 18    | Mutter von Sr. Hanna; Ehefrau von Leo Maybach; Witwe von Dr. Heinrich Jakobi; ehemalige Lehrerin, die nun Flüchtlinge unterrichtet |
| Anja Schüte                                                                         | Doris Bergmann                | 101–103 | 8                    | Angebetete von Wolfgang Wöller; verlässt ihn infolge einer „Intrige“ von Frau Laban, v. a. aber wegen der dadurch ans Tageslicht gekommenen Schwindeleien während seines Werbens, und fliegt nach Argentinien Schüte spielte später außerdem die Episodenrolle Rita Vogel (Folge 222). |
| Johann von Bülow                                                                    | Dr. Knut Allgeier             | 106–119 | 9–10                 | rechtspopulistischer Gegenkandidat bei der Kaltenthaler Bürgermeisterwahl; unterliegt Wöller, nachdem sein eingefädelter Betrug bei der Stimmauszählung eines Wahlbezirks aufgedeckt wird |
| Lilly Forgách                                                                       | Karin                         | 106–111 151–155 184–188                                                                                               | 9, 12, 15            | Kellnerin im „Ochsen“; kurzzeitig Vertretung von Erika (St. 9) Die Rolle wurde in Folge 151 abweichend davon Angelika genannt. Forgach spielte vorher die Episodenrolle Inge Petzold (Folge 66) und Anne Roland (Folge 100). |
| Andreas Wimberger                                                                   | Frank Treptow                 | 106–109 120–234 | 9, 10–18             | Kulturreferent der Stadt Kaltenthal; zwischenzeitlich persönlicher Assistent (St. 11) und Chefsekretär (St. 12) von Wolfgang Wöller; Ex-Verlobter von Ursula „Uschi“ Wagner (vor St. 9); Ex-Partner von Marianne Laban (St. 9) und Melanie Marquard (St. 10); beginnt ein Sabbatical |
| Leslie-Vanessa Lill                                                                 | Franziska „Franzi“ Meissner   | 109–112 | 9                    | Tochter von Kurt Meissner; Stieftochter von Helga Meissner; obdachlose Jugendliche, die gemeinsam mit Sr. Felicitas die Anonymen Alkoholiker besucht |
| Jan-Hendrik Kiefer Bela Klentze                                                     | Tom Siebert Alex              | 111, 119–120 | 9, 10                | jugendliche Mopedgang Kiefer spielte vorher die Episodenrolle Manni Lohmeier (Folge 83). |
| Michael Roll                                                                        | Alexander Neuffer             | 109–117 | 9                    | Intendant und Regisseur am Kaltenthaler Theaterhaus; Noch-Ehemann von Gesine Neuffer; Vater von Eric; Verehrer von Sr. Hanna, mit der er das Musical „Der Glöckner von Kaltenthal“ inszeniert; wird von Hanna zurückgewiesen, als er ihr seine Liebe gesteht |
| Werner Haindl                                                                       | Konrad Hausmann               | 113–117, 127 | 9, 10                | Architekt; dreifacher Familienvater; Ex-Partner von Marianne Laban |
| Georg Marin                                                                         | Wendelin Kalkbrunner          | 121–125 136–139 148–150 160–166 188–194                                                                               | 10, 11, 12, 13, 15   | intriganter Weihbischof und designierter Nachfolger von Bischof Rossbauer, an dessen Stuhl er regelmäßig sägt; später Stellvertreter des Vatikanischen Nuntius’ (St. 12); lässt sich auf Druck seines ehemaligen Studienkollegen Wöller nach Hamburg versetzen (St. 10); später wird er von Bischof Rossbauer zur Koordination der Arbeit des Katholischen Hilfswerks nach Haiti geschickt (St. 11), daraufhin vom Vatikan nach Moskau (St. 12) und schließlich in die Karpaten (vor St. 15) entsendet |
| Ursula Gottwald                                                                     | Angela Rathke                 | 122–126 | 10                   | kurzzeitig Chefsekretärin im Kalthentaler Rathaus; kündigt zeitgleich mit Frau Laban aufgrund unzumutbarer Arbeitsbedingungen und kommt bei Herbert Danzer unter, bis sie erfährt, dass er ein Betrüger ist |
| Johanna Bittenbinder                                                                | Lieselotte „Lilo“ Sulzer      | 131–144 | 11–12                | vorgeblich vermögende Ex-Verlobte von Hermann Huber; wird wegen wiederholten Sozialversicherungsbetrugs und Manipulation am Bau verhaftet |
| Joscha Kiefer                                                                       | Till Thalbach                 | 134–138 145–146 | 11, 12               | Journalist beim „Nachtexpress“; zunächst Affäre, dann Partner von Maria Gasser, als diese feststellt, schwanger von ihm zu sein |
| Liane Forestieri                                                                    | Ilona Lechner                 | 135–142 | 11                   | Geschäftsführerin des „Moulin Rouge“ (Bordell in Kaltenthal, das dem Magdalenen-Orden vermacht wird); unterstützt den Plan der Nonnen, die Immobilie wieder in eine Pension mit Restaurant zu verwandeln Forestieri spielte später die Episodenrolle Christine Brombach (Folge 258). |
| Laura Borlein                                                                       | Lena Wiechert                 | 135–143 | 11                   | Schülergruppe, die mit Hilfe Frank Treptows als Maulwurf über den Piratensender „Radio Checker“ geheime Pläne aus dem Rathaus publik macht Lena: Tochter von Susanne und Nils Wiechert Raschdorf spielte zuvor bereits einen namentlich nicht genannten Schüler (Folgen 113+125). |
| Timmy Raschdorf                                                                     | Tom                           | 135–143 | 11                   | Schülergruppe, die mit Hilfe Frank Treptows als Maulwurf über den Piratensender „Radio Checker“ geheime Pläne aus dem Rathaus publik macht Lena: Tochter von Susanne und Nils Wiechert Raschdorf spielte zuvor bereits einen namentlich nicht genannten Schüler (Folgen 113+125). |
| Alessandro Sommer                                                                   | Max                           | 135–143 | 11                   | Schülergruppe, die mit Hilfe Frank Treptows als Maulwurf über den Piratensender „Radio Checker“ geheime Pläne aus dem Rathaus publik macht Lena: Tochter von Susanne und Nils Wiechert Raschdorf spielte zuvor bereits einen namentlich nicht genannten Schüler (Folgen 113+125). |
| Miguel Herz-Kestranek                                                               | Leo Maybach                   | 137, 139, 167, 208, 229                                                                                               | 11, 13, 16, 18       | vermögender Großindustrieller; Mitbesitzer einer Kaffeeplantage; Vater von Heidi Maybach-Stahlmann; Ehemann von Gertrud Jakobi-Maybach |
| Zoe Frei                                                                            | Patricia „Trischa“ Dietz      | 148–153 | 12                   | gehörloses Mädchen; Tochter von Bruno Dietz; kommt zunächst in die Obhut der Nonnen, die Geld für ein Mikrochip-Implantat zur Wiederherstellung ihres Hörvermögens sammeln, und schließlich in die Pflegefamilie Brandstetter |
| Wolfgang Maria Bauer                                                                | Bruno Dietz                   | 148–151 | 12                   | Schreiner; Vater von Trischa; wird wegen Betrugs (Fälschung von Antiquitäten) und Ladendiebstahls inhaftiert |
| Sebastian Weber                                                                     | Leo Lichtenstein †            | 148–151 | 12                   | brotloser Künstler, der von Sr. Hildegard mit Essen versorgt wird; stirbt an einem aufgebrochenen Magengeschwür und vererbt seiner Gönnerin all seine Bilder |
| Hansa Czypionka                                                                     | Alexander Baron von Beilheim  | 150, 172–175 | 12, 14               | Vater von Tabea von Beilheim; Bruder von Louise von Beilheim; Cousin von Gustav von Beilheim |
| Simon David Riggers                                                                 | Lukas Stern                   | 152–165 | 12–13                | Ex-Freund von Tabea von Beilheilm; lag nach einem von Tabea im Drogenrausch verursachten Unfall lange Zeit im Koma; wird schließlich von ihr verlassen, nachdem er sie unter Drogeneinfluss versehentlich schlägt |
| Angela Roy                                                                          | Dr. Lisa Mendig               | 153–155 | 12                   | ehemalige Abgeordnete von Kreuzberg und Senatorin von Berlin; gute Freundin von Sr. Hanna; Ex-Affäre von Wolfgang Wöller; leidet an einem inoperablen Hirntumor und fliegt für den Rest ihres Lebens nach Australien |
| Stefan Ruppe                                                                        | TJ                            | 164–166 | 13                   | Musikproduzent, der Sr. Lela vermarkten möchte |
| Dietrich Mattausch                                                                  | Balthus Tennhagen †           | 173–175 | 14                   | in jungen Jahren Chauffeur der Familie von Beilheim und Jugendliebe von Louise von Beilheim; kommt mit dieser bei einem Flugzeugabsturz ums Leben |
| Sabine Vitua                                                                        | Marita Rainders               | 176–180 | 14                   | Architektin, die auf dem Klostergelände einen Wellnesstempel realisieren soll; Angebetete von Wolfgang Wöller; begleitet ihren Noch-Ehemann nach Dubai |
| Matthias Bundschuh                                                                  | Olaf Bolland-Käfer            | 179–182 | 14                   | Nachwuchspolitiker aus München, der für die Kaltenthaler Opposition in den Wahlkampf zieht; tritt von seiner Kandidatur zurück, als Frau Laban herausgefindet, dass auf dem Klostergelände keine Seniorenresidenz, sondern eine Müllverbrennungsanlage geplant ist, und macht stattdessen Karriere in Brüssel |
| Dagmar Sachse                                                                       | Sr. Julia                     | 180–181 199–206 | 14, 16               | kurzzeitig Nachfolgerin von Sr. Hildegard im Mutterhaus (St. 14), später unterstützende Kraft (St. 16); wirkte vormals in einem Dorf am Amazonas; flieht vor Überforderung aus dem Vorzimmer der Mutter Oberin |
| Alexander Duda                                                                      | Richter Pfannenschmidt        | 183, 200–201 | 15, 16               | Vorsitzender der Prozesse gegen Wöller und Huber wegen Randalierens (St. 15) und gegen die Bavaria Bank (St. 16) |
| Sebastian Fritz                                                                     | Oliver Klarenfeld †           | 183–186 | 15                   | als FSJ-ler ehrenamtlicher Leiter des Jugendzentrums Kaltenthal; leidet unter einer Schwellung im Gehirn infolge eines früheren Unfalls und stirbt schließlich daran Fritz spielte zuvor bereits die Episodenrolle Jonas Burger (Folge 165). |
| Elena Kuhlmann                                                                      | Nadja Freidank                | 184–189, 195 | 15                   | Mitglieder des Jugendzentrums Kaltenthal Nadja: unglücklich verliebt in Sr. Claudia Sibel: Schwester von Tarim |
| Alexandra Fonsatti                                                                  | Sibel Dalay                   | 184–188, 195 | 15                   | Mitglieder des Jugendzentrums Kaltenthal Nadja: unglücklich verliebt in Sr. Claudia Sibel: Schwester von Tarim |
| Joana Verbeek von Loewis                                                            | Pia Monhaupt                  | 184–188, 195 | 15                   | Mitglieder des Jugendzentrums Kaltenthal Nadja: unglücklich verliebt in Sr. Claudia Sibel: Schwester von Tarim |
| Samira Pereira de Jesus                                                             | Cosima Wöller                 | 186–192 | 15                   | Tochter von Sandra und Wolfgang Wöller jr.; Schwester von Wolfi; Enkelin von Gesine und Wolfgang Wöller sen. |
| Maurice Merkl (Folge 190) Tim Offerhaus (ab Folge 219)                              | Kevin Meier                   | 190, 219–221, 225, 231, 234, 239–241, 244–245, 247–248, 251, 256                                                      | 15, 17, 18, 19, 20   | hochbegabter Sohn von Trude und Anton Meier; Urenkel von Oma Meier; im Kleinkindalter nur „Junior“ genannt; engagiert sich für Klimaschutz und Nachhaltigkeit |
| Monika Gruber                                                                       | Patrizia Berghammer           | 196, 204, 208 | 16                   | Bürgermeisterin von Bad Neuensee; dreimalige Gewinnerin des Goldenen Krugs (Auszeichnung für den erfolgreichsten Bürgermeister Bayerns) |
| Moritz Lindbergh                                                                    | Anwalt Dr. Bernhoff           | 197–201 | 16                   | Rechtsbeistand der Geschäftsleitung der Bavaria Bank, gegen die die Mutter Oberin prozessiert, nachdem sie und weitere Anleger durch vermeintlich sichere, jedoch wertlos gewordene Anleihen viel Geld verloren hat |
| Alexandra Prusa                                                                     | Helene Ritter                 | 200–205 | 16                   | Verantwortliche für die Vergabe von Spielcasinolizenzen im Landtag |
| Alexander Jagsch                                                                    | Anwalt Dr. Vogt               | 200–203, 208 | 16                   | Rechtsbeistand des Magdalenen-Ordens im Prozess gegen die Bavaria Bank |
| Gedeon Burkhard                                                                     | Leon Schmidt                  | 201–207 | 16                   | ehemaliger Bergsteiger; Leiter eines von ihm aufgebauten Waisenhauses in Nepal, für das er Spenden sammelt; Schwarm von Sr. Hanna; kehrt nach Nepal zurück |
| Anastasia Zander                                                                    | Frederike                     | 205–208 | 16                   | Gesangstalent in Sr. Lelas Kinderchor |
| Jürgen Tonkel                                                                       | Hubert Ederer                 | 207–208, 221, 228–234                                                                                                 | 16, 17, 18           | Bürgermeister von Auingen und Widersacher von Wöller, der Kaltenthals Eingemeindung anstrebt Tonkel spielte zuvor bereits Dirk Gomaringer, ein Rocker und Motorradfahrer (Folge 111). |
| Adrian Spielbauer                                                                   | Dr. Brendel                   | 213, 229–230, 233, 241                                                                                                | 17, 18, 19           | Arzt im Kaltenthaler Krankenhaus |
| Tamara Romera Ginés                                                                 | Anna Jorges                   | 217–219 | 17                   | Freundin von Wolfi Wöller; Mutter seines Kindes |
| Michael Roll                                                                        | Ulrich Hommert                | 222–232 250–251 | 18, 20               | Hauptkommissar beim Landeskriminalamt, der für den Zeugenschutz von Gloria Wachowsky verantwortlich ist |
| Barbara Wussow                                                                      | Jenny Winter                  | 224–232 237–247 251–260                                                                                               | 18, 19, 20           | Maklerin für Immobilien im Großraum München, die Wöllers Luxusbunkerprojekt vermarkten soll, über die Scheinfirma „Vetus Immobilien“ aber Kloster Kaltenthal in ihren Besitz bringt (St. 18) und es später in Landkammers Auftrag verkaufen soll (St. 20); saß als Elvira Mendez wegen Immobilienbetrugs in einem spanischen Gefängnis |
| Kai Albrecht                                                                        | Jens Lehner                   | 225–234 239–247 | 18, 19               | Rechtsanwalt; Vater von Pia und Oskar; Liebschaft von Sr. Claudia und Vater ihrer Tochter; steigt als Partner in einer Düsseldorfer Kanzlei ein |
| Annette Paulmann                                                                    | Isolde Manz                   | 233–238 248–259 | 18–19, 20            | Leiterin des Auinger Stadtarchivs; Lebensgefährtin von Herbert Wanninger; Ex-Partnerin von Hermann Huber |
| Jakob Geßner                                                                        | Alexander „Alex“ Rauscher     | 235–260 | 19–20                | Referent im Kaltenthaler Rathaus; Wahlkampfleiter von Wöller (St. 20); Neffe des EU-Abgeordneten Otto Rauscher; Freund von Susie Molitowski; One-Night-Stand von Kim Ting |
| Wolfgang Böck                                                                       | Weihbischof Landkammer        | 235–260 | 19–20                | erzkonservativer Nachfolger von Bischof Rossbauer als Apostolischer Administrator der diözesanen Geschäfte in kommissarischer Funktion; räumt die Konten der Diözese leer, um den Vatikan bei der Restauration verbrannter Kirchenschätze zu unterstützen, und büßt für einen Kredit durch die Mutter Oberin an Einfluss auf den Magdalenen-Orden ein |
| Markus Boniberger                                                                   | Br. Sibelius                  | 236–260 | 19–20                | Sekretär von Weihbischof Landkammer, zuvor Assistent von Bischof Rossbauer |
| Matthew Burton                                                                      | Eric Masters                  | 237, 239, 246–247 | 19                   | amerikanischer Kaufinteressent, der Kloster Kaltenthal Stein für Stein abtragen und in Minnesota wieder aufbauen lassen möchte; verzichtet auf den Deal, als er erfährt, dass Wöller nicht im Besitz der Immobilie ist |
| Bernd Herzsprung                                                                    | Friedhelm Breitner            | 241–245 | 19                   | ehemaliger Herrenausstatter; unehelicher Sohn von Ferdinand Wöller; Halbbruder von Wolfgang Wöller; vorbestraft wegen Betrugs an einer vermögenden älteren Dame; kehrt nach Kiel zurück |
| Rony Herman                                                                         | Ronny Hübner                  | 242–245 | 19                   | ehrenamtlicher Helfer im Gemüsegarten und Hofladen des Klosters; saß wegen Einbruchs im Gefängnis und sucht nach einem gestohlenen Kirchenschatz aus Italien |
| Anna Striesow                                                                       | Susie Molitowski              | 242–260 | 19–20                | kurzzeitig Interessentin am Leben als Novizin; arbeitet in einer Kaltenthaler Buchhandlung; Freundin von Alex Rauscher |
| Petra Einhoff                                                                       | Petra Denzer                  | 231, 248–260 | 18, 20               | Ratsmitglied der Kaltenthaler Bürgermeisterfraktion; Parteikollegin und Kritikerin von Wolfgang Wöller Einhoff spielte zuvor bereits Frau Rademacher (Folge 36), Frau von Galwitz (Speed dating organizer) (Folge 101) und Dorothea Schiller (Folge 180). |
| Wolfgang Fierek                                                                     | Herbert Wanninger             | 248–260 | 20                   | vermögender Brauereibesitzer; großzügiger Spender der Kirche; eher widerwillig finanzieller Unterstützer von Wöllers parteilosem Wahlkampf sowie dessen Strohmann beim versuchten Kauf des Klosters; Lebensgefährte von Isolde Manz |
| Thomas Heinze                                                                       | Sascha Salm                   | 249–260 | 20                   | Eigentümer und Moderator des Shoppingkanals SALM-TV; soll als Kandidat für Wöllers Partei bei der nächsten Bürgermeisterwahl antreten; unterliegt seinem Konkurrenten |
| Monika John                                                                         | Vera Krautstingl              | 249–252 | 20                   | ältere Dame, die von Sr. Felicitas betreut wird und diese zum Teleshopping animiert; Mutter von Hedwig Krautstingl |
| Thekla Hartmann                                                                     | Emma Graf                     | 251–260 | 20                   | Schauspielerin, die in einer internationalen Serie eine Novizin spielen soll und dafür als Praktikantin das Leben im Kloster studiert; wuchs nach dem Tod ihrer Mutter im Heim und bei Pflegeeltern auf und hat einige Zeit auf der Straße gelebt; Mitbetreiberin des Podcasts „Der Nonnentalk“ und Helferin im Klosterladen, außerdem Sozialdienstleistende im Kaltenthaler Bürgermeisterbüro |
| Moon Suk                                                                            | Fu Fang Wo                    | 254–260 | 20                   | Geschäftsfrau aus Hunan, die als Investorin für Wöllers geplante Akku-Fabrik geworben werden soll; Leiterin der chinesischen Delegation; Witwe ihrer Ehemänner Sammo und Chen sowie eines Stadtplaners aus Chengdu; wird von ihren engsten Freunden Yingna („intelligentes Schwein“) genannt; hat Deutsch an der Volkshochschule gelernt |
| Pingting Zang                                                                       | Kim Ting                      | 254–260 | 20                   | Assistentin von Frau Fu; One-Night-Stand von Alex Rauscher; wird von Alex abgewiesen |
| Nick Dong-Sik                                                                       | Guru Kinzang                  | 256–258 | 20                   | buddhistischer Mönch aus Tibet, der für Huber das „Tor zur Seele“ öffnet und ihn von großer Lebenslast befreit; wird von Wöller vertrieben, als seine illegale Einreise auffliegt |

### Tiere
| Name      | Tierart                    | Eigner          | Folgen    | Staffeln | Bemerkungen |
| --------- | -------------------------- | --------------- | --------- | -------- | --- |
| Mausi     | eine Katze                 | Wolfgang Wöller | 19–28     | 2, 3     | Dieses Kätzchen wurde vor dem Kloster ausgesetzt. Kurz danach hat Lotte Wöller weiter ausgesetzt (Folge 19). Erst in Folge 32 weiß Wöller, wie die Katze gestorben ist. |
| Resi      | eine männliche Schildkröte | Sr. Felicitas   | 42–67, 84 | 4–6, 7   | entläuft in Folge 67, tritt aber in mindestens zwei weiteren Folgen von den Schwestern unbemerkt auf: zum einen (mit Partnerin) im Klosterwald, zum anderen (in Folge 84, als Wöller von einem Golfball getroffen ohnmächtig zusammensackt) mit Familie (mit Partnerin und vier Kleinen). |
| Herr Hund | ein Hund                   | Kloster         | 74–255    | 6–20     | Hanna hat diesen Hund auf einer Straße aufgelesen. Der Name „Herr Hund“ kommt von Barbaras Tochter. |
| Lady Gaga | ein Huhn                   | Kloster         | 118–143   | 10, 11   | Der Name „Lady Gaga“ kommt erst Folge 120 und zwar von Tom Siebert. Seit Folge 132 ist Lady Gaga die Weissagerin für Sr. Agnes. |
| Hasso     | ein Hund                   | Polizei         | 250–255   | 20       | Drogenspürhund im Zeugenschutz |

Weitere Tiere, die einen Namen bekamen (Tier – Folgennummer):
Molly (Stute – 124), Poldi (Feldhamster – 130), Die Dicke Berta (Huhn – 140), Sieglinde (Kuh – 154 und 155), Klara (Maus – 169), Heinz (Schwein – 170), Alice (Hündin – 187), Agil (Pferd – 206), Poldi (Pferd – 218), Toni (Pferd – 253). Ein Kamel (15), Schafe (u. a. 76, 155), ein Wolf (196 und 197), Kammmolche (221), Alpakas (223).

## Running Gags
- Ab der 6. Staffel stehen sich Wolfgang Wöller und Schwester Hanna am Ende jeder Episode genau gegenüber, dann wird das Bild angehalten und der Abspann beginnt. Lediglich die Finalfolge schließt mit einem fallenden Vorhang.
- Die letzte Folge jeder Staffel, außer der ersten und dritten Staffel, endet mit der großen Wohltätigkeitsgala, moderiert von Frau Dornfelder, in der sich Bürgermeister Wöller und Schwester Hanna jedes Mal zu einem relativ komischen, gemeinsamen Auftritt drängen lassen.
- Einige Folgen beginnen mit dem Gesang der Schwestern in der Kapelle, wobei stets nur die letzte Liedzeile aus „Meerstern, ich dich grüße“ gesungen wird: „Maria, hilf uns allen aus unsrer tiefen Not!“
- Das Aussehen von Wachtmeister Meiers Frau Trude bleibt unbekannt – sie wird lediglich in Folge 11.13 von hinten gedoubelt.

## Auszeichnungen
- 2002: Goldene Europa für Jutta Speidel und Fritz Wepper
- 2003: Deutscher Fernsehpreis in der Kategorie „Bester Schauspieler Serie“ für Fritz Wepper
- 2006: Bayerischer Fernsehpreis in der Kategorie „Beste Schauspielerin Serie“ für Jutta Speidel
- 2006: Bayerischer Fernsehpreis in der Kategorie „Bester Schauspieler Serie“ für Fritz Wepper
- 2010: Goldene Henne in der Kategorie „Schauspiel“ für Janina Hartwig und Fritz Wepper
- 2010: Bambi, Publikumswahl der beliebtesten Fernsehserie

## Hintergrund

### Filmstab
Die Regie führte meistens Ulrich König, teilweise übernahmen jedoch auch Ulrich Stark, Vera Loebner, Helmut Metzger, Axel de Roche, Karsten Wichniarz, Andi Niessner und Dennis Satin die Regiearbeit. Der Szenenbildner war Michael „Dago“ Pfalzer.

### Drehorte

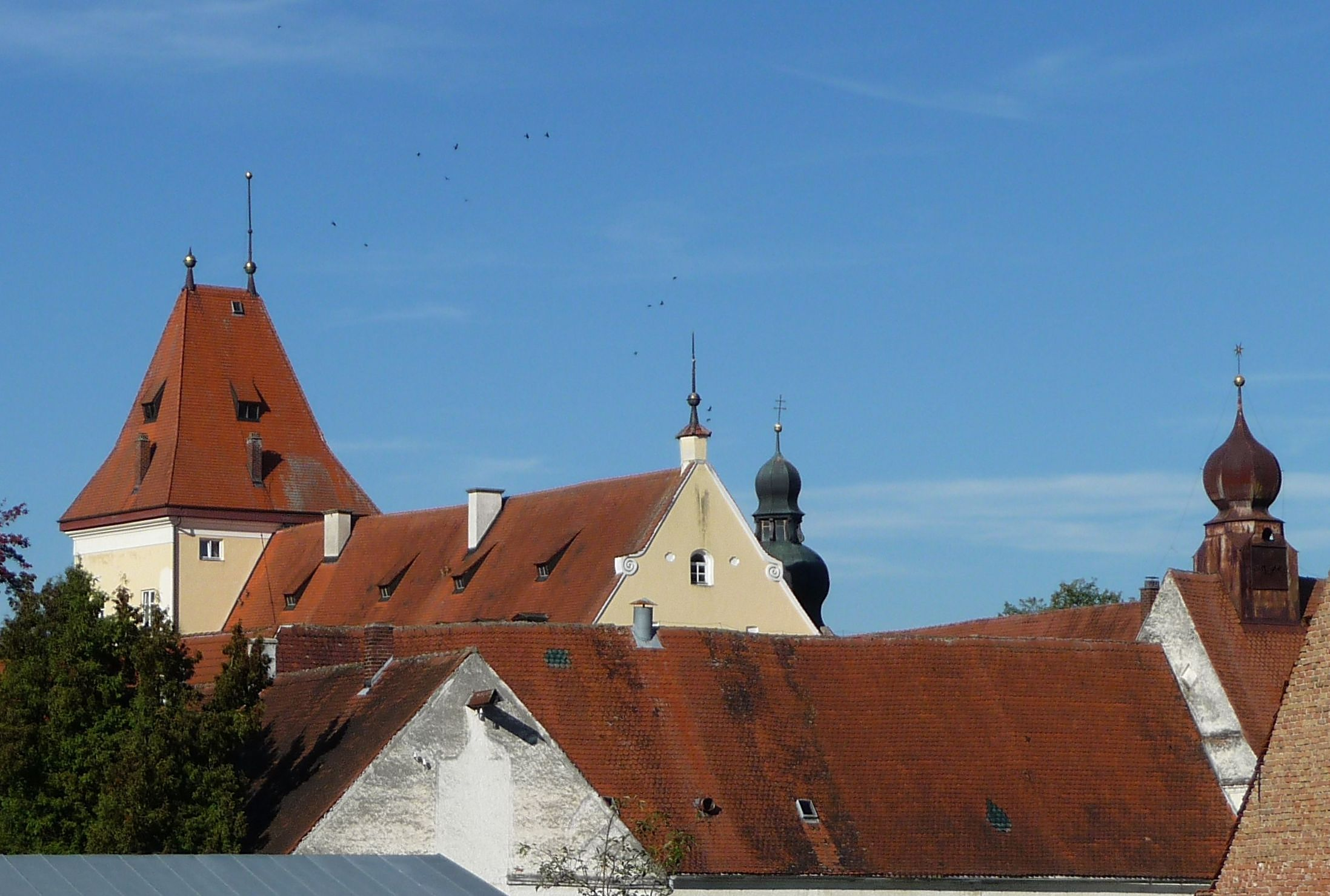
Schloss Niederaichbach

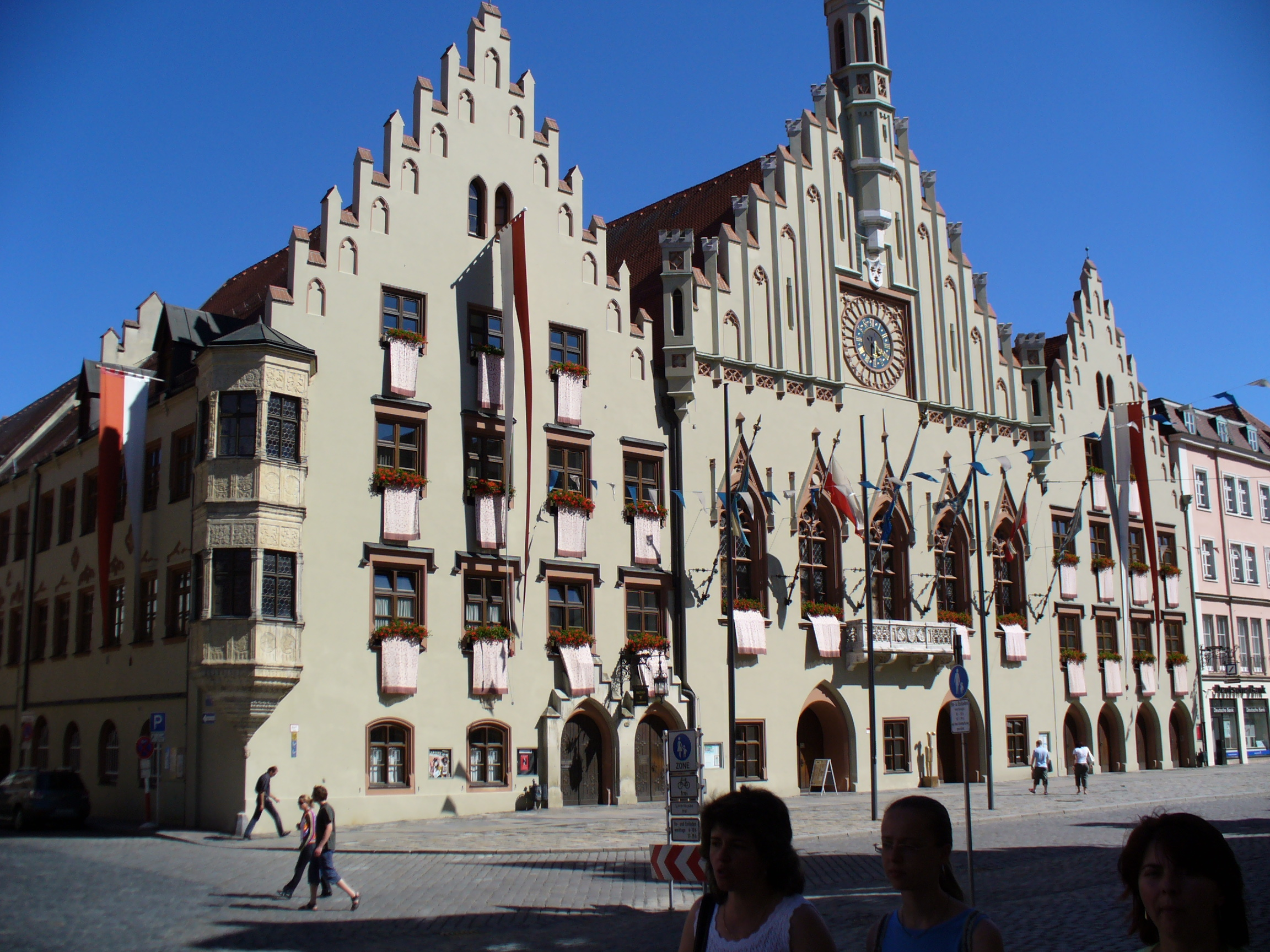
Landshuter Rathaus

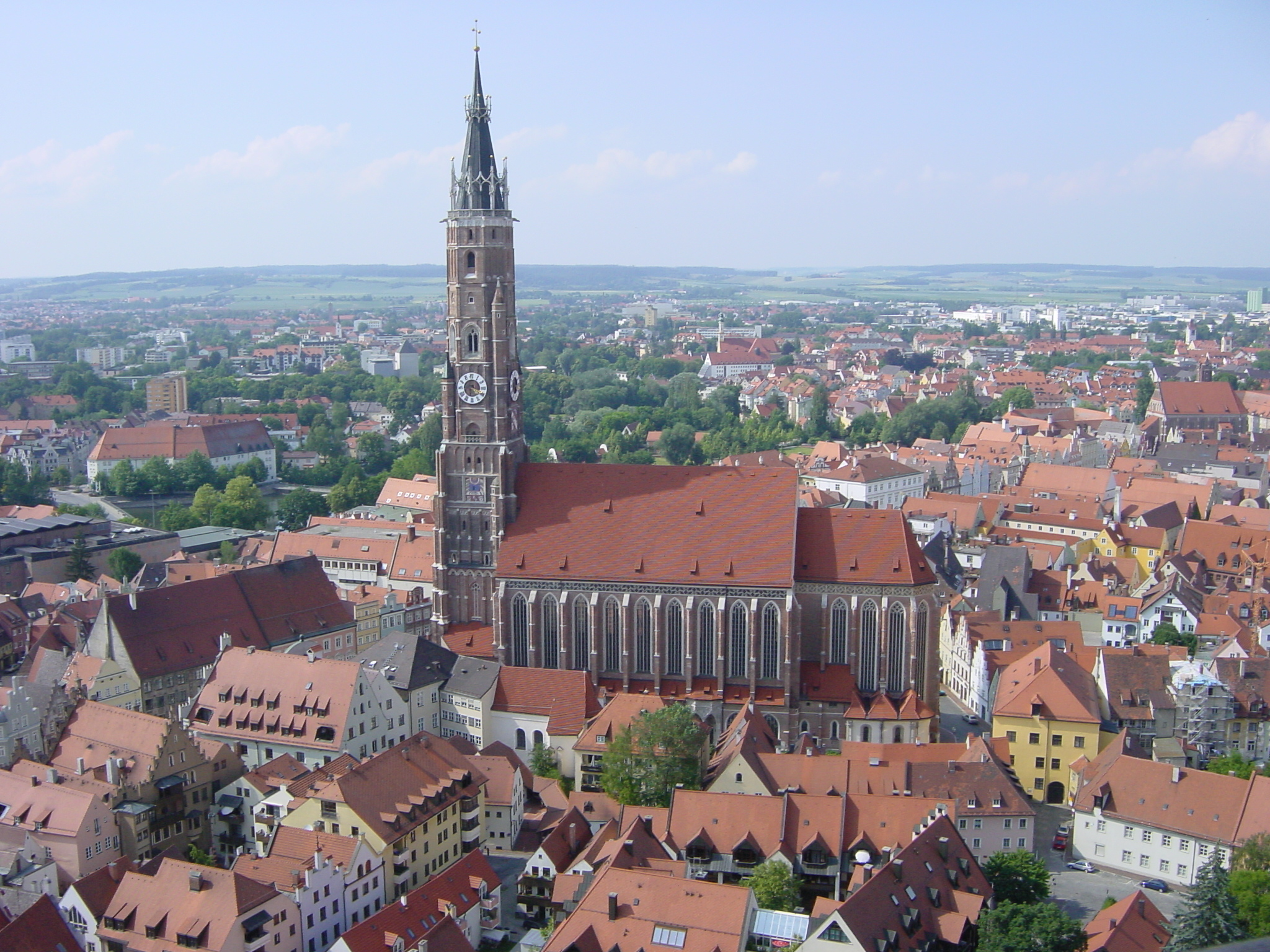
Blick auf die Landshuter Stiftsbasilika St. Martin. Bei dem gelben Haus rechts im Bild handelt es sich um das Kaltenthaler Polizeirevier…

… wofür das Pfarrheim am Martinsfriedhof als Kulisse dient.

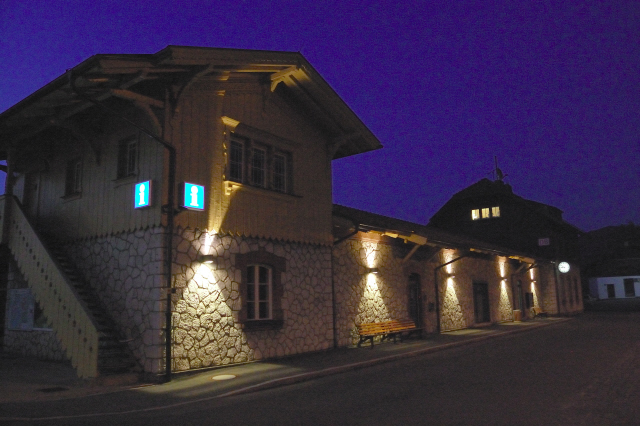
Bahnhof Kochel am See

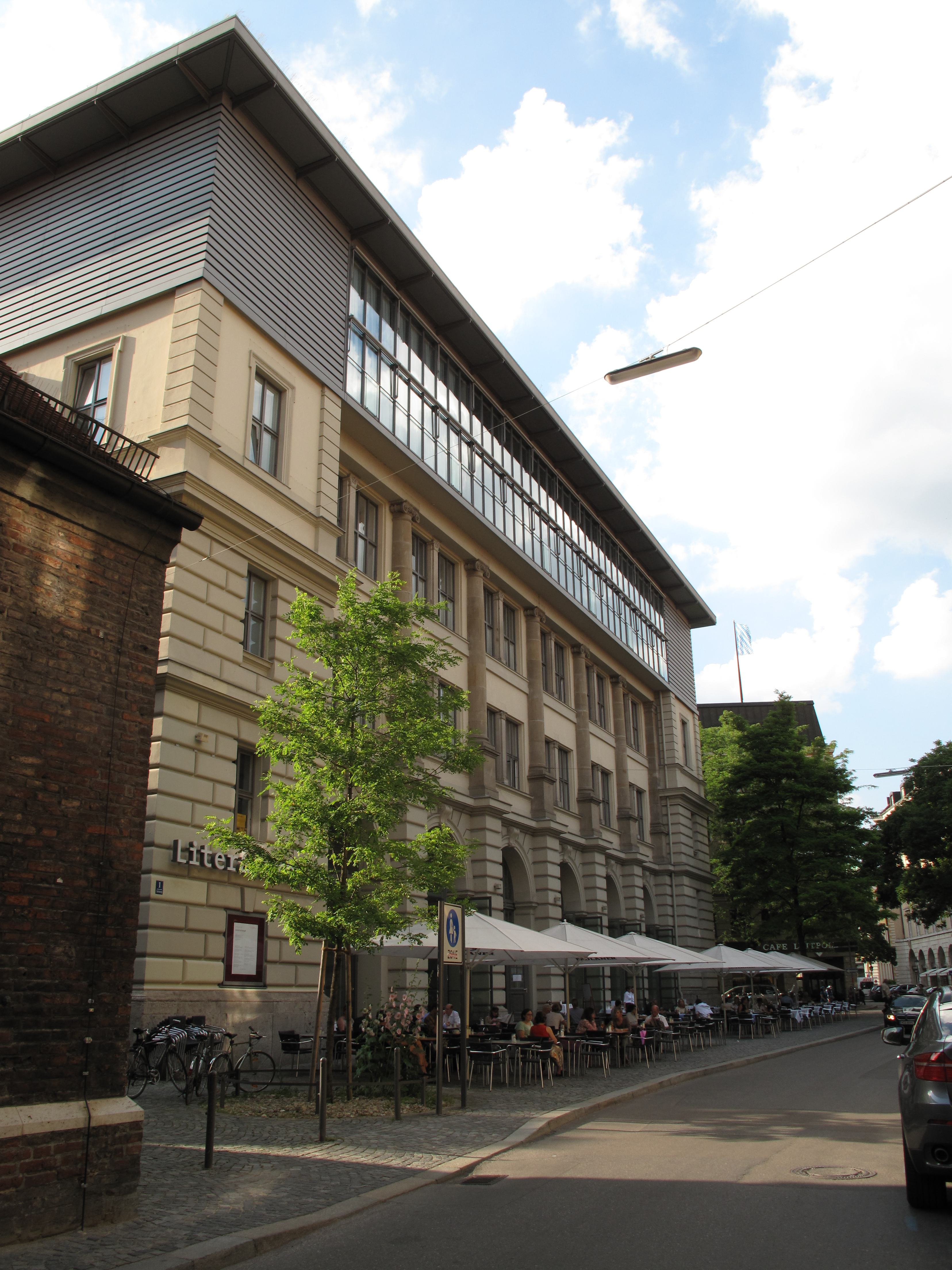
Das Literaturhaus München am Salvatorplatz, Innen- und Außenkulisse des Mutterhauses des Ordens.

Die niederbayerische Hauptstadt Landshut diente als Kulisse für die Stadt Kaltenthal. Die Außenaufnahmen des Kaltenthaler Rathauses sowie die meisten Innenaufnahmen (bis auf Wöllers Büro) wurden im Landshuter Rathaus gedreht. Bei Wöllers Büro handelt es sich um eine Studiokulisse. Anfangs wurden die Innenaufnahmen im Neuen Münchener Rathaus gedreht. Die Außenaufnahmen des Polizeireviers wurden vor dem Pfarrheim St. Martin, am Martinsfriedhof in Landshut aufgenommen. Als Pfarrkirche der Kaltenthaler Kirchengemeinde fungierte die Jodokskirche. Das Kloster Kaltenthal ist das Schloss Niederaichbach. Die Villa, in der Herr Wöller wohnt, ist ein Privatgebäude in München. Die Gaststätte Zum Ochsen war meistens das Wirtshaus im Schlachthof in München, wo auch die Kabarettserien Ottis Schlachthof und Schlachthof gedreht wurden. Teilweise war es auch der Gasthof Zur Post in Benediktbeuern und der Hörhammerbräu in Dachau. Das Büro der Mutter Oberin befindet sich im 3. Obergeschoss des Literaturhauses München. Die Pater-Rupert-Mayer-Schulen in Pullach dienten als Kulisse für die Schulaufnahmen. Beim Kaltenthaler Bahnhof handelt es sich um den von Kochel am See (Folgennummer: 1, 18, 21, 25, 31, 41, 42, 44, 46, 54, 58, 66, 67, 71, 92, 97, 138, 140, 145 und 207). Fünf Mal bildete ein anderer Bahnhof die Kulisse für den Kaltenthaler Bahnhof (Folgennummer – Bahnhof/Ort): 39 – Mühlthal, 87 – München Hbf Gleis 27–36, 175 und 205 – Waldkirchen, 251 – Landshut Hbf, 256 – Wörth an der Isar.

#### Trivia
Im Oktober 2023 gab die Schauspielerin Janina Hartwig, die von Folge 66 bis zur letzten Folge 260 15 Jahre lang als Schwester Hanna die weibliche Hauptrolle der Serie gespielt hatte, bekannt, dass sie und Alexander Putz, Bürgermeister der Stadt Landshut – Kulisse für die fiktive Stadt Kaltenthal – seit Sommer 2023 ein Paar seien.

### DVDs und Buch
Alle Staffeln sind als Vierer- bzw. Fünfer-DVD-Boxen erschienen:
- Staffel 1: Folgen 1–13
- Staffel 2: Folgen 14–26
- Staffel 3: Folgen 27–39
- Staffel 4: Folgen 40–52
- Staffel 5: Folgen 53–65
- Staffel 6: Folgen 66–78
- Staffel 7: Folgen 79–91
- Staffel 8: Folgen 92–104
- Staffel 9: Folgen 105–117 (inkl. Weihnachten in Kaltenthal)
- Staffel 10: Folgen 118–130 (inkl. Weihnachten unter Palmen)
- Staffel 11: Folgen 131–143
- Staffel 12: Folgen 144–156 (inkl. Mission unmöglich)
- Staffel 13: Folgen 157–169
- Staffel 14: Folgen 170–182 (inkl. Das Wunder von Fatima)
- Staffel 15: Folgen 183–195
- Staffel 16: Folgen 196–208
- Staffel 17: Folgen 209–221
- Staffel 18: Folgen 222–234
- Staffel 19: Folgen 235–247
- Staffel 20: Folgen 248–260

Ein Buch zur Serie mit dem Titel Um Himmels willen – Lottes Kampf um Kaltenthal, geschrieben von Lisa Stocker, erschien 2003 bei Droemer Knaur.

### Schreibweise des Titels
Im Titel der Fernsehserie wird das Wort Willen seit der ersten Folge großgeschrieben, auf der Titelseite des Buches zur Serie aber klein. Jörg Metes und Paul-Josef Raue bezeichneten die Großschreibung des Wortes Willen im Serientitel unter Verweis auf den Duden als „falsch“ bzw. als „Fehler“. Das richtigerweise kleingeschriebene willen ist grammatisch eine Präposition, die den Genitiv verlangt und die aus dem erstarrten Akkusativ Singular des Hauptwortes Wille(n) entstand.

### Ordenszugehörigkeit
Die Nonnen des Klosters Kaltenthal haben den Namen eines realen Ordens, der Magdalenerinnen. Der Habit ist jedoch fiktiv. Auch das Mariengebet ist nur sehr lose an das Stundengebet von Ordensleuten angelehnt.

### Audiodeskription
Mit Beginn der 12. Staffel im Januar 2013 wurden die Folgen der Serie für Blinde und Sehbehinderte auch als Hörfilm ausgestrahlt.

## Sendeplätze

### Deutschland
Seit Beginn der Serie wurde Um Himmels Willen dienstags ab 20:15 Uhr im Ersten gesendet. Der Sender One wiederholte Um Himmels Willen im Jahr 2017, 2019 und 2022. Seit Mai 2023 wiederholt One immer montags um 13:50 Uhr zwei Folgen.
Seit 29. August 2022 wird die Sendung im Nachmittagsprogramm wiederholt, auf jenem Sendeplatz um 16:10 Uhr, welchen jahrelang Verrückt nach Meer innehatte. Die Ausstrahlung begann mit Folgen der 14. Staffel. Schon am 28. September 2022 wurde die Ausstrahlung aufgrund andauernd schwacher Quoten wieder eingestellt. Ähnlich verhielt es sich zuvor bereits im Jahr 2005, als die Sendung ebenfalls den Nachmittagssendeplatz um diese Zeit innehatte und ebenfalls nach nur drei Wochen wieder aus dem Programm genommen wurde.

### Österreich
Der ORF strahlte ab dem 1. Februar 2012 die ersten zehn Staffeln der Serie, beginnend mit der ersten Folge der ersten Staffel, werktags um 14:20 Uhr auf ORF 2 aus. Um 10:15 Uhr lief die Wiederholung der Folge vom Vortag. Ab dem 31. Mai 2013 wurde auf ORF 2 die elfte Staffel freitags um 21:20 Uhr ausgestrahlt.
Seit dem 4. Januar 2020 wurden auf ORF 2 die 16. und 17. Staffel samstags in Doppelfolgen zwischen 14:50 Uhr und 16:30 Uhr ausgestrahlt, wobei die Folgen 198–201 der 16. Staffel ausgelassen wurden.
Seit dem 30. Januar 2024 werden werktags um 09:55 Uhr auf ORF 2 die ersten Staffeln der Serie wiederholt. Parallel dazu wird seit 9. März 2024 samstags um 13:20 Uhr auf ORF 2 die 20. und letzte Staffel ausgestrahlt.

### Schweiz
Vom 23. April 2007 bis zum 16. Juli 2007 wurde auf SF 1 montags gegen 15:00 Uhr die vierte Staffel ausgestrahlt. Vom 19. Januar 2009 bis zum 8. Juni 2009 wurden auf dem gleichen Sender werktags gegen 16:00 Uhr die Staffeln 1–7 ausgestrahlt und vom 31. Mai 2010 bis zum 3. Dezember 2010 ebenfalls werktags gegen 16:00 die Staffeln 1–9.

### Italien
Seit dem 2. Juli 2004 wird Um Himmels Willen unter dem Titel Un ciclone in convento auf Rai 1 ausgestrahlt. Bis zum 24. September 2004 wurde die erste Staffel ausgestrahlt. Die zweite Staffel wurde 2005 ausgestrahlt, die dritte 2006. Im Jahre 2007 folgten die vierte und fünfte Staffel. Von 2008 bis 2009 wurden die Staffeln 6 und 7 sowie Teile der achten Staffel ausgestrahlt. Der Rest dieser Staffel folgte zusammen mit der neunten und zehnten 2011. Am 25. Dezember 2009 wurde das Special Weihnachten in Kaltenthal unter dem Titel Natale a Kaltenthal ausgestrahlt. Die 125. Folge mit dem Titel Romeo und Romeo, in der es um die Partnerschaft zweier schwuler Männer geht, wurde nicht ausgestrahlt, „um jede Polemik zu vermeiden“, wie Rai 1 später angab. In Italien wurden gleichgeschlechtliche Partnerschaften zu dieser Zeit noch nicht anerkannt. Anna Paola Concia, Abgeordnete des italienischen Parlaments und bekennend lesbisch, nannte die Absetzung der Folge „eine Zensur der Wirklichkeit“.

### Ungarn
In Ungarn läuft die Serie unter dem Titel Te szent ég und wurde erstmals im Januar und Februar 2009 werktags um 18:30 Uhr ausgestrahlt.

### Dänemark
In Dänemark wird die Serie auf TV2 Charlie werktags unter dem Titel For himlens skyld ausgestrahlt.